# Wetmore Peak
Il Wetmore Peak (in lingua inglese: Picco Wetmore) è un picco antartico, alto 2.120 m, situato nella parte settentrionale del Lyttelton Range, 11 km a est-nordest del Monte Bierle, nei Monti dell'Ammiragliato, in Antartide.
Il picco roccioso è stato mappato dall' United States Geological Survey (USGS) sulla base di rilevazioni e foto aeree scattate dalla U.S. Navy nel periodo 1960-63.
La denominazione è stata assegnata dall' Advisory Committee on Antarctic Names (US-ACAN) in onore di Cliff Wetmore, biologo dell'United States Antarctic Research Program (USARP) presso la stazione di Capo Hallett nel 1963-64.